# Panimerus arnaudi
Panimerus arnaudi és una espècie d'insecte dípter pertanyent a la família dels psicòdids que es troba a Nord-amèrica: Carolina del Nord.